# 735 Marghanna
735 Marghanna este un asteroid din centura principală, descoperit pe 9 decembrie 1912, de Heinrich Vogt.